# Blachia andamanica
Blachia andamanica är en törelväxtart som först beskrevs av Wilhelm Sulpiz Kurz, och fick sitt nu gällande namn av Joseph Dalton Hooker. Blachia andamanica ingår i släktet Blachia och familjen törelväxter.

## Underarter
Arten delas in i följande underarter:
- B. a. andamanica
- B. a. denudata

## Bildgalleri

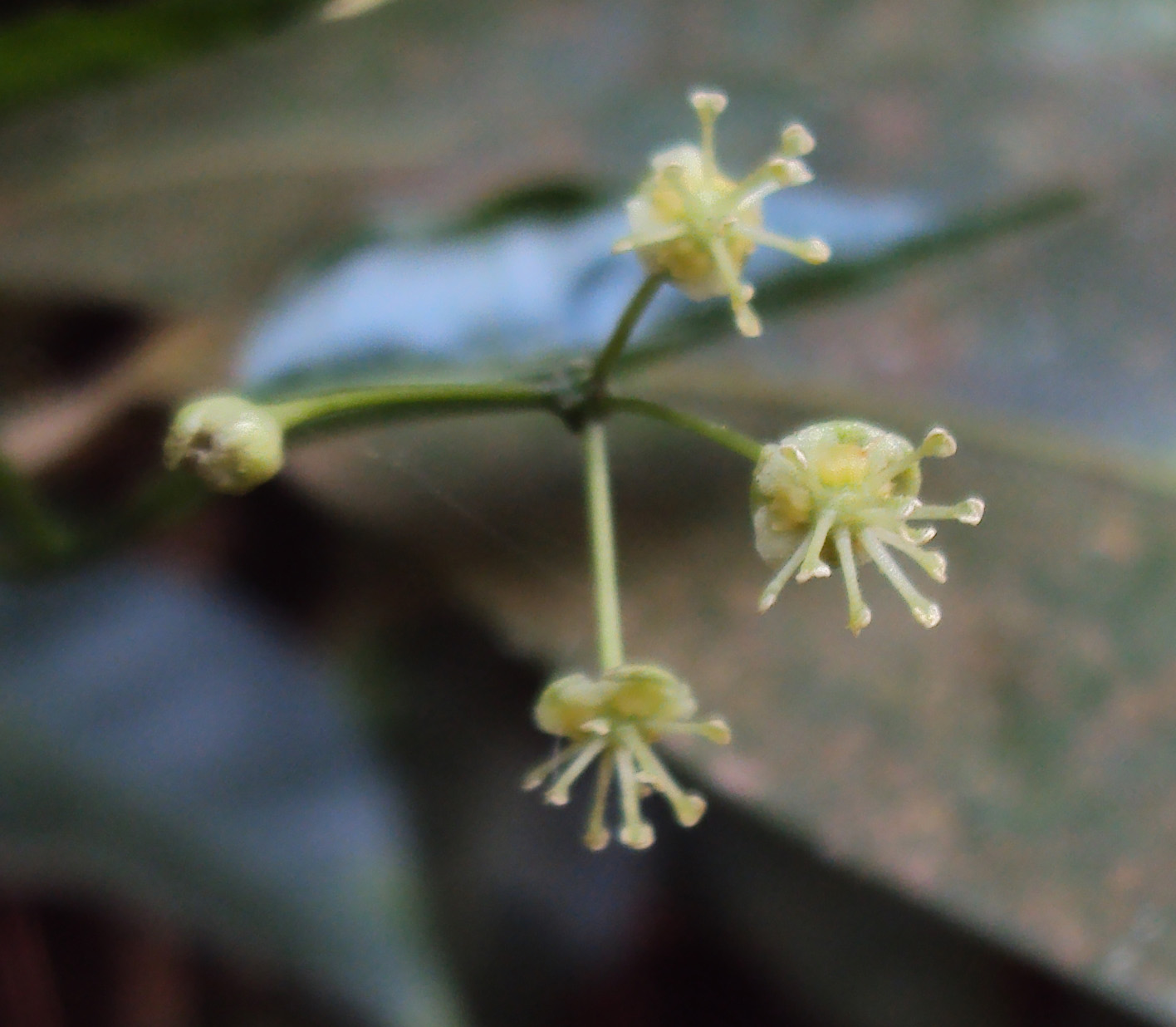
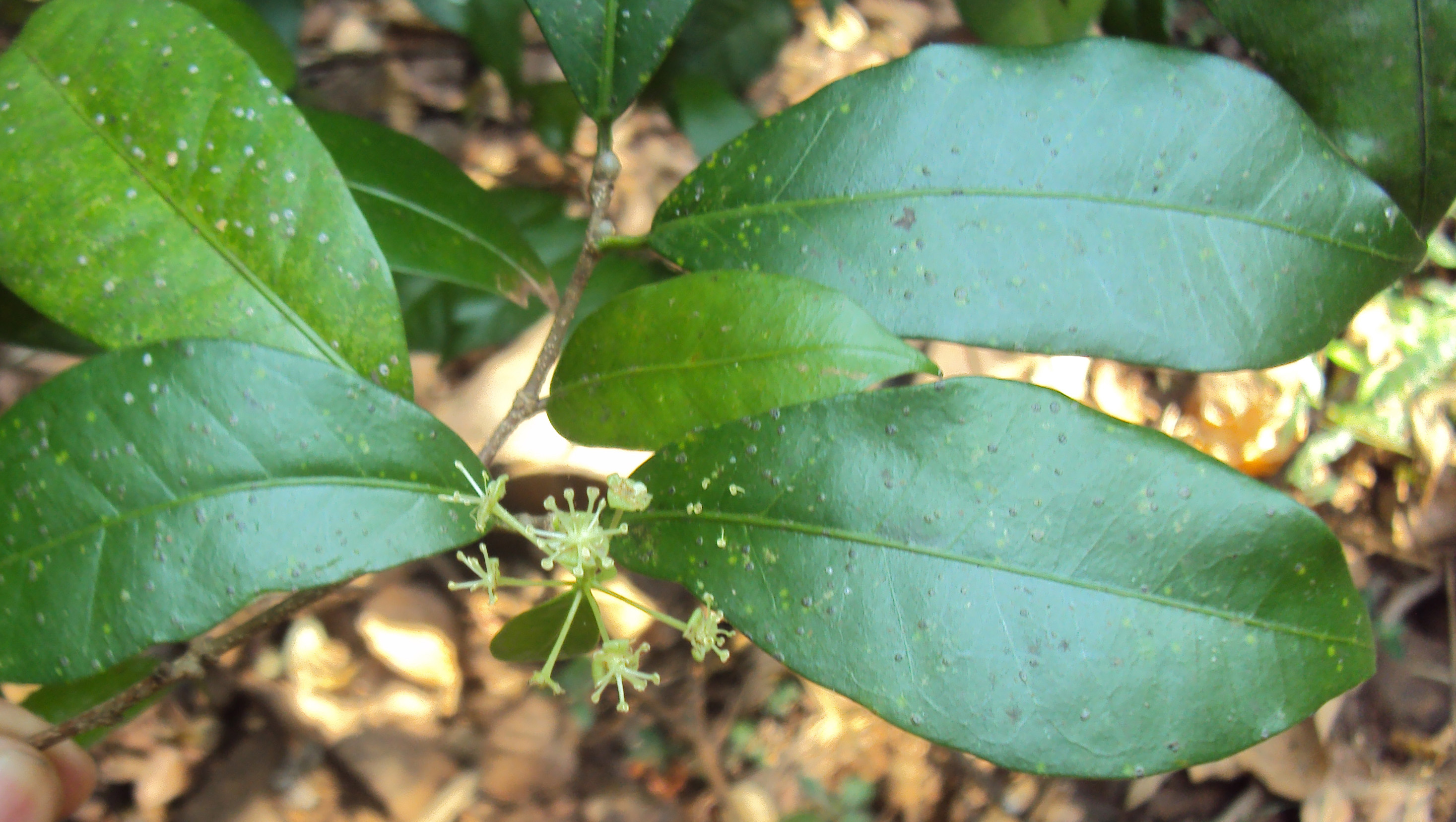
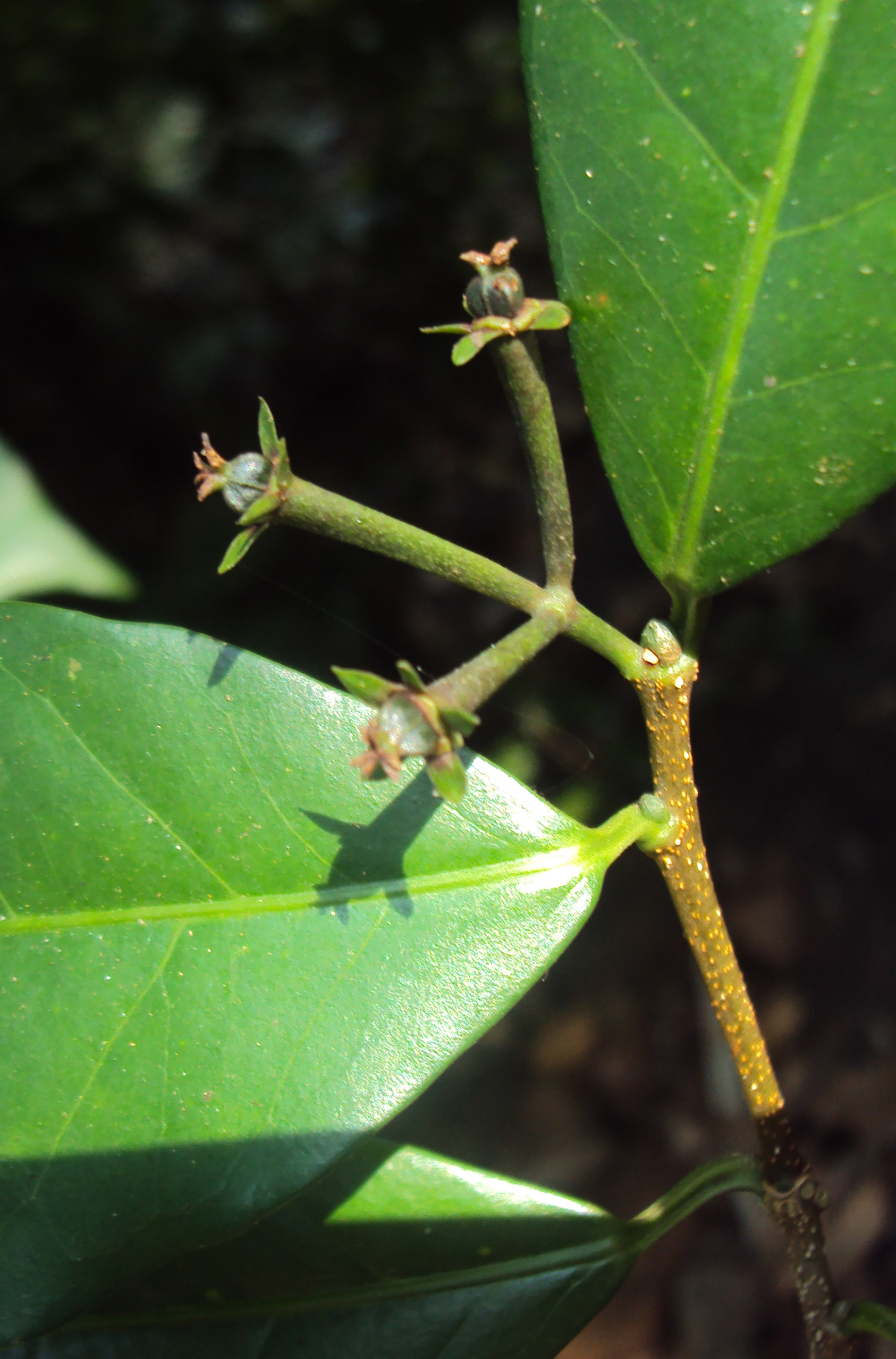
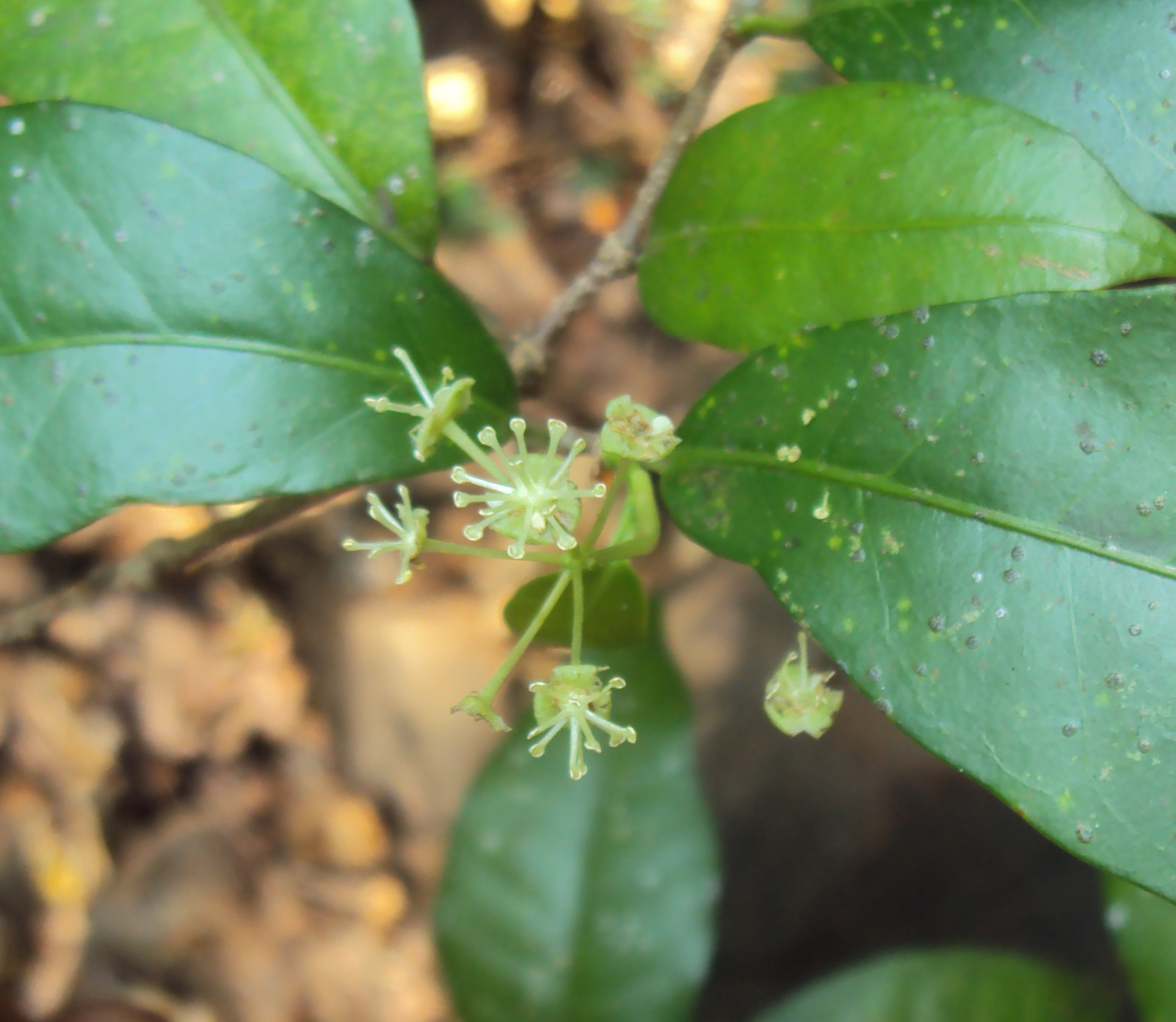